# Pierre Brunet (patinador)
Pierre Brunet (Le Quesne, França, 28 de junho de 1902 – Boyne City, Michigan, Estados Unidos, 27 de julho de 1991) foi um patinador artístico francês que competiu em competições de duplas e individuais. Foi bicampeão olímpico em 1928 e 1932, além de conquistar uma medalha de bronze olímpica em 1924 ao lado de Andrée Brunet.

## Resultados

### Individual masculino
| Resultados                                            | Resultados      | Resultados      | Resultados    | Resultados      | Resultados      | Resultados      | Resultados      | Resultados      | Resultados    | Resultados    | Resultados    | Resultados    |
| Internacional                                         | Internacional   | Internacional   | Internacional | Internacional   | Internacional   | Internacional   | Internacional   | Internacional   | Internacional | Internacional | Internacional | Internacional |
| ----------------------------------------------------- | --------------- | --------------- | ------------- | --------------- | --------------- | --------------- | --------------- | --------------- | ------------- | ------------- | ------------- | ------------- |
| Evento/Temporada                                      | 1923– 1924      | 1924– 1925      |               | 1926– 1927      | 1927– 1928      | 1928– 1929      | 1929– 1930      | 1930– 1931      |               |               |               |               |
| Jogos Olímpicos                                       | 8.º             |                 |               | 7.º             |                 |                 |                 |                 |               |               |               |               |
| Campeonato Mundial                                    |                 |                 |               |                 |                 |                 | 9.º             |                 |               |               |               |               |
| Nacional                                              |                 |                 |               |                 |                 |                 |                 |                 |               |               |               |               |
| Campeonato Francês                                    | Medalha de ouro | Medalha de ouro |               | Medalha de ouro | Medalha de ouro | Medalha de ouro | Medalha de ouro | Medalha de ouro |               |               |               |               |
|                                                       |                 |                 |               |                 |                 |                 |                 |                 |               |               |               |               |
| Legenda: Competição não foi disputada nesta temporada |                 |                 |               |                 |                 |                 |                 |                 |               |               |               |               |

### Duplas

#### Com Andrée Brunet
| Resultados                                            | Resultados        | Resultados       | Resultados      | Resultados      | Resultados      | Resultados      | Resultados      | Resultados      | Resultados      | Resultados      | Resultados    | Resultados      |
| Internacional                                         | Internacional     | Internacional    | Internacional   | Internacional   | Internacional   | Internacional   | Internacional   | Internacional   | Internacional   | Internacional   | Internacional | Internacional   |
| Evento/Temporada                                      | 1923– 1924        | 1924– 1925       | 1925– 1926      | 1926– 1927      | 1927– 1928      | 1928– 1929      | 1929– 1930      | 1930– 1931      | 1931– 1932      | 1932– 1933      |               | 1934– 1935      |
| ----------------------------------------------------- | ----------------- | ---------------- | --------------- | --------------- | --------------- | --------------- | --------------- | --------------- | --------------- | --------------- | ------------- | --------------- |
| Jogos Olímpicos                                       | Medalha de bronze |                  |                 |                 | Medalha de ouro |                 |                 |                 | Medalha de ouro |                 |               |                 |
| Campeonato Mundial                                    |                   | Medalha de prata | Medalha de ouro |                 | Medalha de ouro |                 | Medalha de ouro |                 | Medalha de ouro |                 |               |                 |
| Campeonato Europeu                                    |                   |                  |                 |                 |                 |                 |                 |                 | Medalha de ouro |                 |               |                 |
| Nacional                                              |                   |                  |                 |                 |                 |                 |                 |                 |                 |                 |               |                 |
| Campeonato Francês                                    | Medalha de ouro   | Medalha de ouro  | Medalha de ouro | Medalha de ouro | Medalha de ouro | Medalha de ouro | Medalha de ouro | Medalha de ouro | Medalha de ouro | Medalha de ouro |               | Medalha de ouro |
|                                                       |                   |                  |                 |                 |                 |                 |                 |                 |                 |                 |               |                 |
| Legenda: Competição não foi disputada nesta temporada |                   |                  |                 |                 |                 |                 |                 |                 |                 |                 |               |                 |